# Granges-les-Beaumont
Granges-les-Beaumont è un comune francese di 975 abitanti situato nel dipartimento della Drôme della regione dell'Alvernia-Rodano-Alpi.

## Società

### Evoluzione demografica
Abitanti censiti